# George C. Beresford
George Charles Beresford (Dromahair, 10 luglio 1864 – Londra, 21 febbraio 1938) è stato un fotografo britannico.

## Biografia
George Charles Beresford è stato un fotografo britannico, originario del villaggio di Dromahair, nella Contea irlandese di Leitrim.

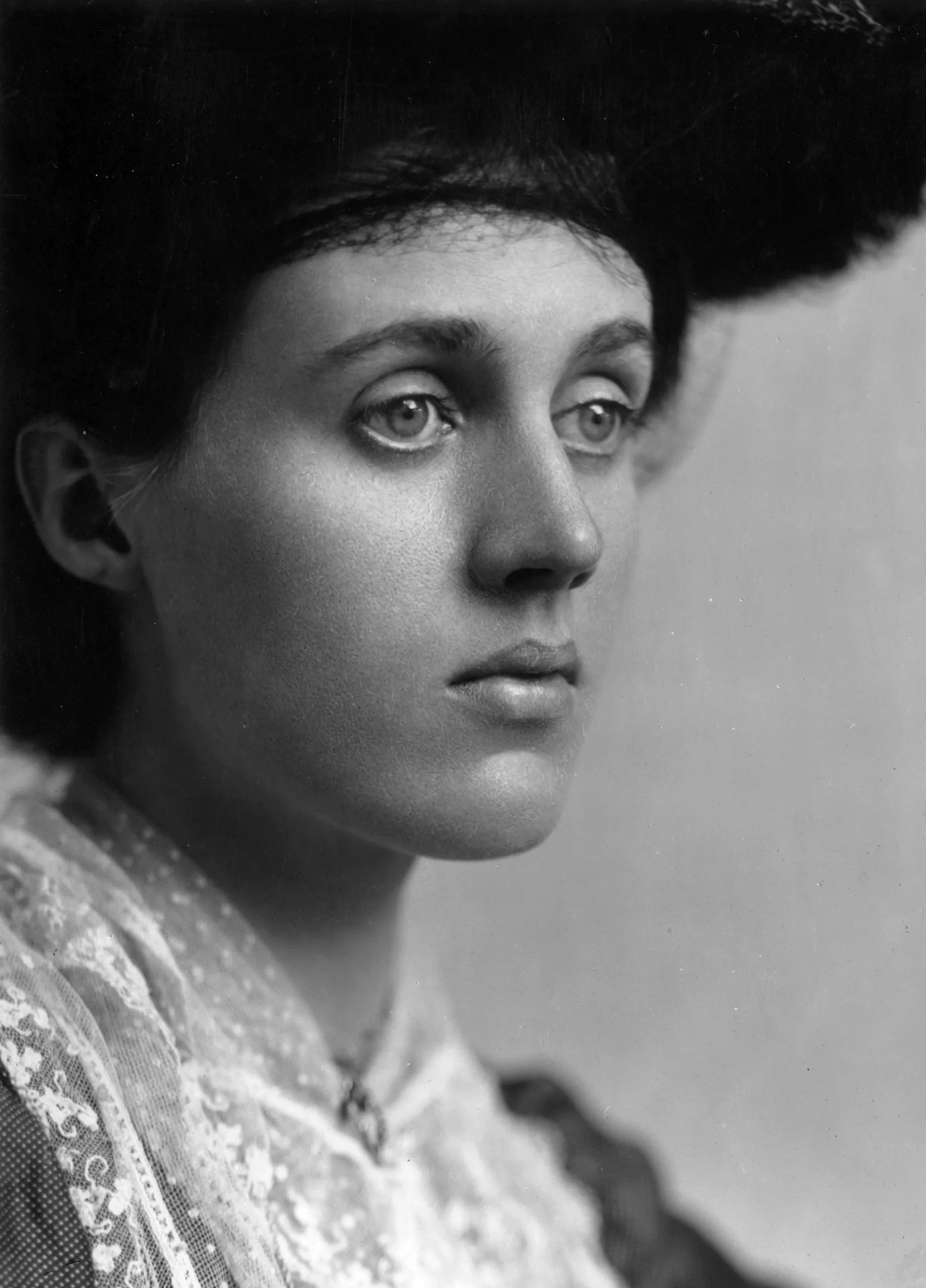
Vanessa Bell (sorella di Virginia Woolf) fotografata da George Charles Beresford nel 1902

Era membro della famiglia Beresford, discendente dal Marchese di Waterford, ed era il terzo di cinque figli del Maggiore Henry Marcus Beresford (1835-1895) e di Julia Ellen Maunsell.
Nel 1877 George fu inviato a studiare all'United Services College di Westward Ho!, dove fu compagno di studi di Rudyard Kipling e Lionel Dunsterville; Kipling si ispirò a Beresford per il personaggio di "M'Turk" in Stalky & C.; Beresford nel 1936 avrebbe scritto un libro di ricordi intitolato Schooldays with Kipling (A scuola con Kipling). Nel 1882 Beresford si iscrisse al ‘Royal Indian Engineering College’ di Cooper's Hill.
Terminati gli studi andò in India come ingegnere civile presso il Dipartimento Lavori Pubblici. 
Dopo quattro anni contrasse la malaria e tornò in Inghilterra, dove iniziò a studiare arte.
Tra il 1902 e il 1932 Beresford lavorò presso il suo studio di fotografo in Knightsbridge, specializzandosi in ritratti con tecnica al platino. Nello studio, che era ben presto divenuto uno dei più noti di Londra, fece ritratti agli scrittori, agli artisti e ai politici più celebri del suo tempo. In quel periodo fu anche molto amico del pittore Augustus John e di Sir William Orpen.
Le immagini realizzate da George Beresford venivano utilizzate anche dalle più note pubblicazioni dell'epoca, come ‘’The World's Work’', ‘’The Sketch’', ‘’The Tatler’' e ‘’The Illustrated London News’'.
Morì a Londra il 21 febbraio 1938 all'età di 73 anni.
Nel 1943 la National Portrait Gallery ha acquisito dalla sua ex segretaria una parte dei suoi negativi e delle sue stampe.